# Francesco Landini
Francesco Landini, uváděn též jako Landino (* 1325 nebo 1335 – 2. září 1397) byl nejvýznamnější italský hudební skladatel v období ars nova. Od dětství byl nevidomý.

## Život a činnost
V datu jeho narození se zdroje různí, někde je uváděn rok 1325, někde 1335. Byl žákem skladatele a harfenisty Jocopa da Bologna.
Italská hudba té doby byla typická zpěvnou melodičností, což se pro tuto provenienci stalo dlouhodobou tradicí. Současně ji charakterizovala světskost a výrazná rytmika. Střediskem hudebního dění byla především Florencie. Z hudebních forem se pěstoval hlavně světský madrigal, caccia a balatta. Francesco Landini byl velmi všestranný – byl skladatelem, vynikajícím ou (především varhaníkem), ovšem také filosofem a básníkem. Melodie tohoto skladatele jsou proti ostatním melodiím ars nova zpěvnější a užívá poměrně velké množství hudebních ozdob. Je významným představitelem trecenta, tedy italské hudby 14. století, která byla hudbou exkluzivních šlechtických a patricijských dvorů. Text býval zpravidla závislý na tvorbě soudobých italských básníků (např. Giovanni Boccaccio). Landini vytvořil ke dvěma stovkám skladeb, hlavně ballat a madrigalů se světskou tematitkou, z nichž poměrně velká část je obsahem proslulé sbírky ars nova Codex Squarcialupi. Hudba Francesca Landiniho patří k umění, které iniciovalo vznik nové epochy – renesance.
Skladatel zemřel v roce 1397 a je pohřben v kostele San Lorenzo.